# Internetudbyder
En internetudbyder (eng. Internet service provider, ISP) udbyder internetadgang.
Internetudbyderen har typisk et eget netværk med forskellige adgangspunker. For xDSL forbindelser vil det være på den nærmeste telefoncentral, hvor internettrafikken ledes over i en Trunc som er indgangen til udbyderens eget net. Her vil trafikken blive samlet og ledt gennem udbyderens net til hans forbindelse til det egentlige internet. Dette er årsagen til at man på en abonnementsledning ikke altid opnår den lovede hastighed, da de samlede hastigheder ikke matches på den interne forbindelse.
Ved modem-adgang har internetudbyderen en modempool hvor opkaldet ledes til et frit modem og forbindes til udbyderens net og dermed internettet.
Internetudbyderen tilbyder som oftest en række it-services som f.eks. DNS, Usenet, SMTP, mail- og webhosting. Internetudbydere kan både være statsejet og non-profit, eller privatejet og profit.

## Internetadgang kan blandt andet leveres via
- Modem – fast forbindelse via PSTN, hastigheder på typisk mellem 1,2 kbit/s til 55,6 kbit/s.
- ISDN – fast forbindelse via PSDN , hastigheder på typisk mellem 64 kbit/s til 128 kbit/s.
- ADSL – overlejret telefonledning, hastigheder på typisk mellem 128 kbit/s til 8 Mbit/s.
- ADSL2/2+ – overlejret telefonledning, hastigheder på typisk mellem 2 Mbit/s til 20 Mbit/s.
- Ethernet – fast ethernet forbindelse, f.eks. via 10,100 el. 1000 Mbit.
- Trådløs forbindelse – (Fixed Wireless Access), fast trådløs forbindelse, hastigheder op til 32 Mbit/s.
- WiMAX – trådløs forbindelse (via 802.16 standarden) – hastigheder op til 70 Mbit/s, ikke længere så udbredt (Max. teoretisk afstand fra sender 100 km. i praksis 10 km.).
- Wi-Fi – trådløs forbindelse (via 802.11 standarden) – hastigheder op til flere hundrede Mbit/s.
- Lysleder/optisk fiber – fast forbindelse via nedgravet Lysleder. Hastighederne kan variere mellem 128kbit/s til mere end 3 Tbit/s.[1] Firmaer og erhverv kan typisk få større forbindelser, i stil med 500 Mbit/s.

Bemærk at hastigheden af din egen forbindelse kan variere meget, hvis du bruger en trådløs forbindelse bagved en kabelforbunden internetadgang. Grunden er at den trådløse forbindelse typisk er en båndbreddebegrænsning (flaskehals) i forhold til internetforbindelsen.